# Rue Chartraine

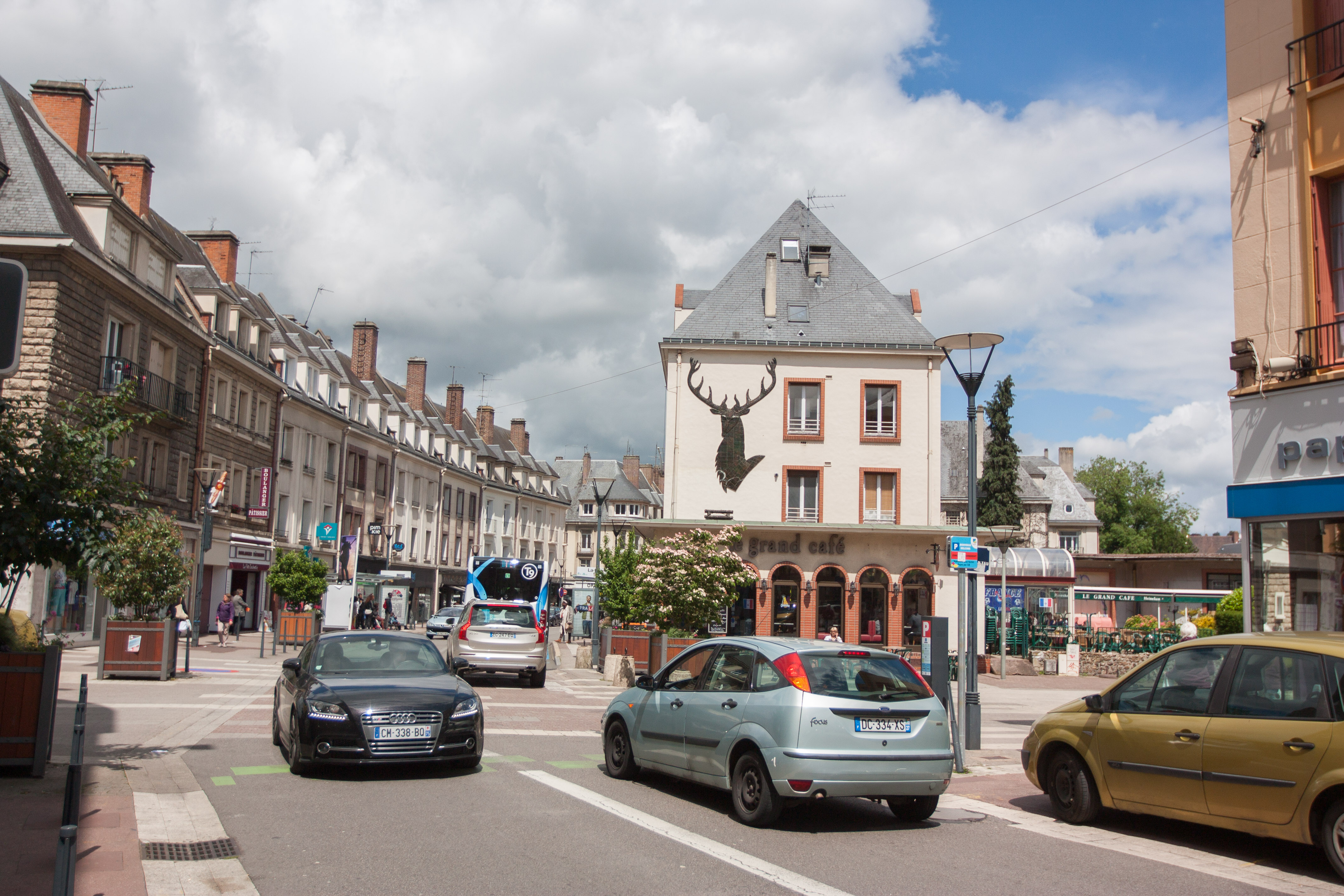
Vue de l’hôtel du grand cerf et de son bas relief en fer forgé

La rue chartraine est une rue à Évreux dans le département de l’Eure en Normandie en France. Elle est la principale artère commerçante d’Évreux, et ce depuis le Moyen Âge. Elle tire son nom car reliant Paris à Chartres.

## Situation
La rue s’étend de la place Armand Mandle où se situe l'ancienne chambre de commerce jusqu’à l'actuelle rue de la Happe.

## Liste des rues à proximité
- Place Armand Mandle
- Rue de Verdun
- Rue Charles-Corbeau
- Rue du Melet (Évreux)
- Rue Ducy
- Rue de la Harpe
- Boulevard Chambaudoin
- Rue Victor Hugo